# Lefrancq (maison d'édition)
Pour les articles homonymes, voir Lefrancq.
Lefrancq, dont le nom officiel est Claude Lefrancq éditeur S.A., est une maison d'édition belge située à Uccle, chaussée d'Alsemberg, créée[Quand ?] par Claude Lefrancq, qui a fermé en 1998.
Parmi les collections de la maison, on peut citer Attitudes-Mystères, Attitudes-Evasions, Volumes ou encore Contes et Récits illustrés.

## Publications
Lefrancq publie de la bande dessinée ainsi que des romans d'aventures, des romans policiers, des romans fantastiques et des romans de science-fiction, parfois sous forme d'œuvres complètes d'un auteur.

### Bande dessinée
En bande dessinée, Claude Lefrancq Éditeur S.A. publie des titres tels que Bob Morane ou Blake et Mortimer. Il est spécialisé dans les adaptations en bande dessinée des classiques de la littérature populaire, comme les romans d'Agatha Christie adaptés par Jean-François Miniac et Frank Leclercq, les Maigret et les Sherlock Holmes par Benoît Bonte. Il a également lancé les dessinateurs Dominique Mainguy et Bernard Swysen.

### Romans
Côté romans, Claude Lefrancq Éditeur S.A. a réédité, au format « omnibus », des compilations de romans dans une collection nommée "Volumes" :
- Isaac Asimov : David Starr
- Pierre Barbet : Le cycle de Setni et Les cités de l'espace
- Francis Carsac : Œuvres complètes T1 et T2
- Abraham Merritt
- Jean Ray
- Stefan Wul : Œuvres complètes T1 et T2

Il publie à tirage limité pour la première fois en français en 1985 des enquêtes d'Edmund Bell écrites par John Flanders et illustrées par René Follet. Il publie également des aventures de Lord Lister (à ne pas confondre avec le baron Joseph Lister, médecin de l'impératrice Victoria).
Il édite 60 romans Bob Morane au format "Bob Morane en poche".